# Distrito de At-Bashi
El distrito de At-Bashi (en kirguís: Ат-башы району) es uno de los rayones (distrito) de la provincia de Naryn en Kirguistán. Tiene como capital el poblado de At-Bashi.
- Datos: Q879120
- Multimedia: At-Bashi District / Q879120